# Paul Wall
Paul Wall, (født Paul Gideon Manry den 11. marts 1981 i Houston, Texas i USA), er en amerikansk rapper, DJ og promoter fra Houston. Han var oprindeligt medlem af Houston hiphopgruppen The Color Changin' Click, sammen med sin barndomsven Chamillionaire..
Slayton medvirkede blandt andet på Nellys single "Grillz" som opnåede en førstaplads på den amerikanske billboardliste.

## Diskografi
Tekst mangler, hjælp os med at skrive teksten

## Officielle projekter
| Albumtitel                           | Kunstner                                                            | Udgivelsesår |
| ------------------------------------ | ------------------------------------------------------------------- | ------------ |
| Down in tha Dirty                    | Diverse                                                             | 2003         |
| U Gotta Feel Me                      | Lil' Flip                                                           | 2004         |
| Let the Truth Be Told                | Z-Ro                                                                | 2005         |
| Ghetto Bill Vol. 1                   | Master P                                                            | 2005         |
| The Truest Shit I Ever Said          | C-Murder                                                            | 2005         |
| Urban Legend                         | T.I.                                                                | 2005         |
| The Day After                        | Twista                                                              | 2005         |
| Haunted Cities                       | The Transplants                                                     | 2005         |
| I'm Still Livin'                     | Z-Ro                                                                | 2006         |
| The Truth                            | Belo (of Do or Die)                                                 | 2006         |
| Gangsta Grillz XI: Generation Now    | DJ Drama, Slim Thug, Paul Wall, Killer Mike, Stat Quo, & Big Kuntry | 2006         |
| Dedication: Gangsta Grillz           | DJ Drama & Lil' Wayne                                               | 2006         |
| Gangsta Grillz: Trap or Die          | DJ Drama & Young Jeezy                                              | 2006         |
| The Legend Series: Gangsta Grillz    | DJ Drama, Bun B                                                     | 2006         |
| GYMC: The Remix Album                | Paul Wall & Chamillionaire                                          | 2006         |
| Minor Setback for the Major Comeback | Lil Keke                                                            | 2005         |

### Soloalbums
- 2004: Chick Magnet (independent selskab)
- 2005: The Peoples Champ
- 2006: How to Be a Player (independent selskab)
- 2007: Get Money, Stay True
- 2008: Ain't No 401k for a Hustler (independent selskab)
- 2008: The Fast Life

### Solosingler
- 2005: "Sittin' Sidewayz" (featuring Big Pokey)
- 2005: "They Don't Know" (featuring Mike Jones & Bun B)
- 2006: "Girl"
- 2007: "Break 'Em Off" (featuring Lil Keke)
- 2007: "I'm Throwed" (featuring Jermaine Dupri)

### Featured singlee
- 2005: "What U Been Drankin' On?" (Jim Jones featuring P. Diddy, Paul Wall, & Jha Jha)
- 2005: "Draped Up (H-Town Remix)" (Bun B featuring Lil Keke, Slim Thug, Chamillionaire, Paul Wall, Mike Jones, Aztek, Lil' Flip, & Z-Ro)
- 2005: "Grillz" (Nelly featuring Paul Wall, Ali & Gipp)
- 2005: "Still on It" (Ashanti featuring Paul Wall & Method Man)
- 2005: "I'm n Luv (Wit a Stripper) (Remix)" (T-Pain featuring Twista, Pimp C, Paul Wall, R. Kelly, MJG, & Too Short)
- 2006: "Holla at Me" (DJ Khaled featuring Lil' Wayne, Paul Wall, Fat Joe, Rick Ross, & Pitbull)
- 2006: "Hit Em' Up" (DJ Khaled featuring Paul Wall & Bun B)
- 2006: "Drive Slow (Remix)" (Kanye West featuring Paul Wall, GLC, & T.I.)
- 2006: "Way I Be Leanin'" (Juvenile featuring Mike Jones, Paul Wall, Skip, & Wacko)
- 2006: "About Us" (Brooke Hogan featuring Paul Wall)
- 2006: "Chunk up tha Deuce" (Lil Keke featuring Paul Wall & UGK)

## Fodnoter
1. 1 2  Kellman, Andy (2007). "Paul Wall - Biography". All Music Guide. Hentet 15. november 2007.{{cite web}}:  CS1-vedligeholdelse: url-status (link)